# Зозулин льон звичайний
Зозулин льон звичайний (Polytrichum commune) — вид мохів родини політрихові (Polytrichaceae). Значно поширений. В Україні росте в ялинових лісах, на болотах.

## Поширення
Зозулин льон звичайний поширений у Північній півкулі (Європа, Азія, Північна Америка). Вид завезений у Мексику, Австралію та Нову Зеландію.

## Опис
Це великий (стебло високою до 40-50 см) мох, що зростає подушкоподібними дернинами, часто утворює суцільний покрив. Первинне стебло — горизонтальне, безлисте, вторинне — прямостояче, просте або розгалужене. Листки з піхвовою основою, пластинка листка з потужною жилкою і поздовжніми асиміляційними пластинками. Нижні листки лускоподібні. Завдяки утворенню густих дернин і будові листків цей мох сприяє накопиченню вологи та заболочуванню місць існування.

## Розмноження
Зозулин льон розмножується спорами, які формуються в спорогонах. Це дводомна рослина. На верхівках чоловічих рослин навесні утворюється розетка червоно-жовтих листочків, в якій з'являється антеридії і парафізи між ними. Ці рослини після опадання антеридіїв продовжують свій ріст, залишаючи на стеблі листочки розеток. Наступного року розвивається нова розетка з антеридіями.